# 琹涵
琹涵（1949年2月16日—），台灣作家，「琹」通“琴”字，本名鄭頻，籍貫廣東汕頭潮陽。
在屏東縣屏東市出生，在高雄市小港區、台南縣麻豆鎮長大，父親是糖廠員工，職務調動頻繁，幼年琹涵時常隨父搬家。台南女中、文化大學中國文學系畢業，臺灣師範大學國文研究所結業。
曾任國文教師，曾任教於臺北海山高中、臺南白河國中。創作許多散文，作品《酸橘子》被選進臺灣國民中學國文教科書。
2020年出版《給熟年的祝福帖》。

## 外部連結
- 台灣國立台灣文學館作家作品目錄琹涵網頁 （页面存档备份，存于）
- 鄭頻的Facebook專頁